# Asterismo

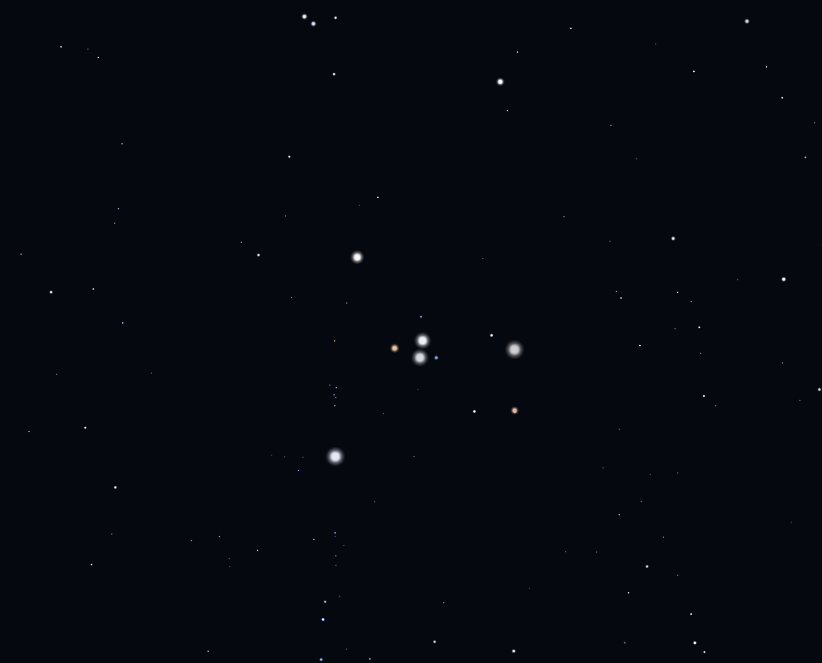
Asterismo en la constelación del Cuervo.

Un asterismo es, en astronomía observacional, un popular patrón estacionario o conjunto de estrellas que se reconoce en el cielo nocturno desde la Tierra. Esta definición coloquial hace que pueda parecer bastante similar a una constelación, pero difieren principalmente en que una constelación es un área del firmamento reconocida oficialmente, mientras que un asterismo es una figura creada con una colección de estrellas y las líneas que mentalmente se conectan a ellas; como tales, los asterismos no tienen límites determinados oficialmente y, por lo tanto, son un concepto más general que puede referirse a cualquier patrón de estrellas identificado. Esta distinción entre términos sigue siendo algo inconsistente, variando entre las fuentes publicadas. Un asterismo puede entenderse como un grupo informal de estrellas dentro del área de una constelación oficial o extinta. Algunos incluyen estrellas de más de una constelación.
Los asterismos son frecuentemente formas simples que contienen algunas o muchas estrellas brillantes, lo que los hace fáciles de identificar. Esto puede ser particularmente útil para las personas que se están familiarizando con el cielo nocturno. Por ejemplo, los asterismos conocidos como el Carro comprenden las siete estrellas más brillantes en la constelación conocida como la Osa Mayor por la Unión Astronómica Internacional (UAI). Otro es el asterismo de la Cruz del Sur, cuya constelación reconocida es Crux (crux es una zona del cielo nocturno en la que se encuentra la Cruz del Sur).

## Mapas del cielo
Las constelaciones (que aunque históricamente proceden de asterismos) son una partición completa en superficies de la esfera celeste de tal manera que cualquier astro, según su posición relativa, está incluido en alguna de ellas.
En 1930 la Unión Astronómica Internacional (UAI) encargó al astrónomo belga Eugène Joseph Delporte la cartografía celeste a adoptar de forma universal por el conjunto de la comunidad científica internacional. 
Muchas constelaciones menores, carentes de importancia o cuya tradición histórica carecía de validez fuera de sus fronteras fueron eliminadas. Son las denominadas como constelaciones en desuso. En especial, son consideradas efímeras las que se caracterizaban por ser agrupaciones realizadas ex profeso por algún astrónomo al servicio de alguna corte europea que enaltecía la figura del monarca, del señor o los valores y símbolos del orgullo patrio y que, tras su publicación en un átlas celeste, en una renovación de este por parte de otros autores, era eliminada.

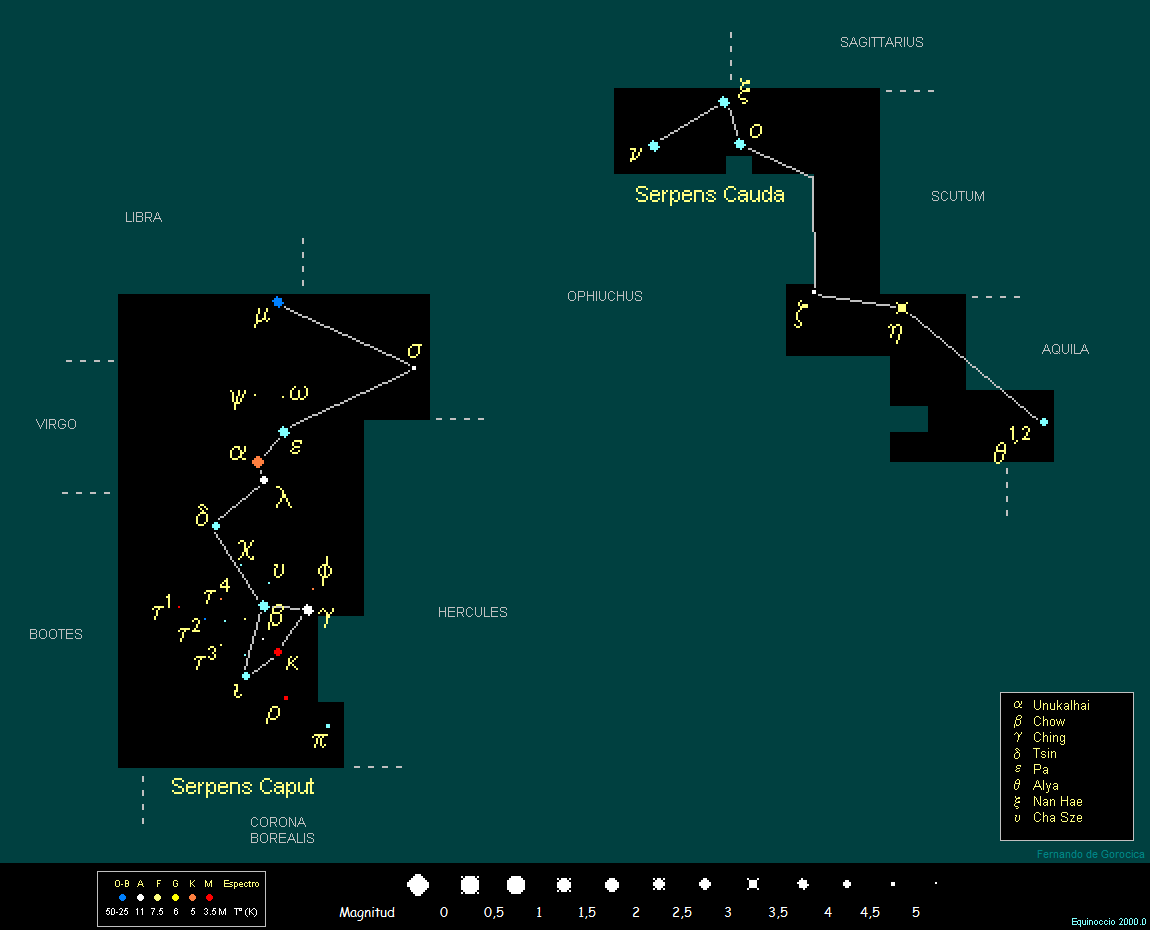
La constelación de la Serpiente está formada por dos superficies disjuntas: Serpens Cauda y Serpens Caput.

Delporte partiendo de asterismos históricos documentados, delimitó usando paralelos (a las declinaciones celestes) y meridianos (paralelos a las ascensiones rectas) de la esfera celeste, compuso las 89 superficies no equivalentes que hoy en día son denominadas constelaciones celestes, excepto para las superficies denominadas Caput Serpentis o Cabeza de la Serpiente y Cauda Serpentis o Cola de la Serpiente, que entre ambas superficies separadas por la constelación de Serpentario y Hércules componen la constelación de la Serpiente, haciendo un total de 88 constelaciones en 89 superficies totalizando la esfera celeste.
La UAI al tener la máxima autoridad sobre estos asuntos ha favorecido el establecimiento de un canon en la denominación del cielo y los objetos celestes, así no se vuelven a reproducir hechos en los que un astrónomo tras publicar un atlas celeste introducía a su antojo nuevas constelaciones.
Los conceptos de asterismo y constelación no tienen un significado científico real en sí mismas, siempre han sido una ayuda nemotécnica para el reconocimiento de la astros en la esfera celeste debido a que estos parecen permanecer fijos en el firmamento por mucho tiempo.
El uso de asterismos y constelaciones es usado básicamente por los aficionados a la observación celeste y de hecho son estos los que los popularizan, en contraste con los profesionales que utilizan sistemas de coordenadas celestes o denominaciones de catálogo astronómico.
El asterismo es un paso previo para el aprendizaje y reconocimiento de los astros en la esfera celeste y que sirven de valiosa ayuda nemotécnica al observador, para posteriormente adentrarse en el reconocimiento de las constelaciones.
No hay un reconocimiento oficial de los asterismos por parte de la UAI, pero si existe un consenso general a nivel internacional entre los aficionados a la astronomía.

## Clases de asterismos
- Un asterismo estacional o gran asterismo es el que agrupa estrellas de diversas constelaciones para formar una figura fácilmente reconocible para poder identificar las estrellas que lo componen así como otros asterismos de menor tamaño. Suele estar relacionado con el aspecto típico del firmamento en las estaciones del año. Ejemplo: Triángulo de verano.
- Asterismos de constelaciones actuales son las figuras típicas correspondientes a las estrellas más brillantes de una constelación. Son el criterio base para la representación de la figura que la caracteriza. Ejemplo: El Carro.
- Los asterismos históricos son antiguas figuras formadoras de constelaciones que en general tuvieron una vida efímera y desaparecieron, en muchos casos, son parte íntegra de las figuras de las actuales constelaciones, sin embargo, para muchos aficionados a la astronomía, les ayuda para el conocimiento del firmamento a través de la recuperación de algunos de estos asterismos. Ejemplo: Los honores de Federico.
- Pequeño asterismo son las figuras populares que son observables a través de binoculares, siendo a su vez agrupaciones estelares. Ejemplo: La Percha.
- Nuevos asterismos son los popularizados como consecuencia del desarrollo de la afición a la observación astronómica desde la segunda mitad del siglo XX hasta la actualidad y que aparecen publicados en revistas especializadas y libros de iniciación a la identificación estelar. Ejemplo: El filamento de ADN.[5]

## Asterismos estacionales
| Imagen                 | Época del año (Hem. Norte) | Nombre              | Clase de figura | Constelaciones                                       | Estrellas importantes                                                                | Visibilidad al anochecer   | Visibilidad a medianoche | Visibilidad de madrugada | Visibilidad antes del amanecer | No visibles               |
| ---------------------- | -------------------------- | ------------------- | --------------- | ---------------------------------------------------- | ------------------------------------------------------------------------------------ | -------------------------- | ------------------------ | ------------------------ | ------------------------------ | ------------------------- |
|                        | Primavera                  | Diamante de Virgo   | Rombo           | La virgen, Boyero, León y Lebreles                   | Espiga, Arturo, Denébola y Cor Caroli (Corazón de Carlos)                            | Mayo a septiembre          | Marzo a julio            | Enero a junio            | Diciembre a abril              | Octubre y noviembre       |
|                        | Verano                     | Triángulo estival   | Triángulo       | Cisne, Águila y Lira                                 | Deneb, Altair y Vega                                                                 | Julio a diciembre          | Junio a noviembre        | Mayo a octubre           | Marzo a septiembre             | Octubre a enero           |
|                        | Verano                     | La caja de Ofiuco   | Pentágono       | Ophiuchus                                            | Rasalhague, Kappa Ophiuchi, Yed Posterior, Zeta Ophiuchi y Cebalrai                  | Julio a octubre            | Mayo a septiembre        | Marzo a agosto           | Febrero a julio                | Noviembre y diciembre     |
|                        | Otoño                      | Cuadrante de Pegaso | Trapecio        | Andrómeda y Pegaso                                   | Alpheratz (α Andromedae) , Markab (α Pegasi), Scheat (β Pegasi) y Algenib (γ Pegasi) | Septiembre a enero         | Agosto a diciembre       | Junio a noviembre        | Mayo a octubre                 | Febrero a abril           |
| Triángulo del invierno | Invierno                   | Triángulo Invernal  | Triángulo       | Orión, Can menor y Can mayor                         | Betelgeuse, Procyon y Sirio                                                          | Septiembre a enero         | Agosto a diciembre       | Junio a noviembre        | Mayo a octubre                 | Febrero a abril           |
|                        | Invierno                   | Hexágono invernal   | Hexágono        | Can mayor, Can menor, Gemelos, Cochero, Toro y Orión | Sirio, Procyon, Cástor, Capella, Aldebarán y Rigel                                   | Septiembre a enero         | Agosto a diciembre       | Junio a noviembre        | Mayo a octubre                 | Febrero a abril           |
|                        | Invierno                   | Círculo invernal    | Heptágono       | Can mayor, Can menor, Gemelos, Cochero, Toro y Orión | Sirio, Procyon, Cástor, Pólux, Capella, Aldebarán y Rigel                            | Septiembre a enero         | Agosto a diciembre       | Junio a noviembre        | Mayo a octubre                 | Febrero a abril           |
|                        | Todo el año                | Falsa Cruz          | Rombo           | Vela y Quilla                                        | Markeb (κ Velorum), Alhabor (δ Velorum), Avior (ε Carinae) y Aspidiske (ι Carinae)   | Región circumpolar austral | Visibilidad permanente   | En latitudes             | Inferiores                     | al Trópico de Capricornio |

## Asterismos de constelaciones actuales

### El firmamento en el primerequinoccio
| Imagen           | Nombre                      | Tipo de figura        | Constelación         | Principales estrellas                                                                                | Clase de constelación por visibilidad               |
| ---------------- | --------------------------- | --------------------- | -------------------- | --- | --------------------------------------------------- |
| La W de Casiopea | W de Casiopea               | W o M                 | Casiopea             | Caph, Schedar, Cih, Ruchbab y Segin                                                                  | Constelación circumpolar boreal                     |
|                  | La casa del rey Cefeo       | Pentágono irregular   | Cefeo                | Alderamin, Alfirk, Errai y Zeta Cephei                                                               | Constelación circumpolar boreal                     |
|                  | Cabeza del dragón o Lozenge | Romboidal             | El Dragón            | Rastaban, Etamin, Kuma y Grumium                                                                     | Constelación circumpolar boreal.                    |
|                  | El Carro                    | Mixta                 | Osa Mayor            | Dubhe, Merak, Phecda, Megrez, Alioth, Mizar y Benetnasch                                             | Constelación circumpolar boreal                     |
|                  | El Ataúd                    | Cuadrilátero          | Osa Mayor            | Dubhe, Merak, Phecda y Megrez                                                                        | Constelación circumpolar boreal                     |
|                  | Las plañideras              | Alineación triangular | Osa Mayor            | Alioth, Mizar, Alcor y Benetnasch                                                                    | Constelación circumpolar boreal                     |
|                  | El carro pequeño            | Carro (Mixta)         | Osa Menor            | Cinosura, Kochab, Pherkad, Yildun, Urodelos, Alifa y Anwar Al Farkadain                              | Constelación circumpolar boreal                     |
|                  | Las guardianas del polo     | segmento              | Osa Menor            | Kochab y Pherkad                                                                                     | Constelación circumpolar boreal                     |
|                  | El barco de vela            | Trapezoidal           | Cuervo               | Avis Satyra, Algorab, Gienah, Minkar y Kraz                                                          | Constelación de la primavera boreal u otoño austral |
|                  | Cabeza de la hidra          | Pentagonal            | Hidra                | Lisan al Shudja (Lingua hydri), Minazal III, Minazal IV, Minazal V, Minazal II y Minchir (Ore hydri) | Constelación de la primavera boreal u otoño austral |
|                  | La cometa                   | Poligonal             | Boyero               | Arturo, Pulcherrima o Izar, Princeps, Nekkar, Rasalas, Seginus, Rho Bootis y Sigma Bootis            | Constelación de la primavera boreal u otoño austral |
|                  | Corona Boreal               | Circular              | Corona Boreal        | Alphecca, Nusakan, Gamma CrB, Delta CrB, Epsilon CrB, Theta CrB y Iota CrB                           | Constelación de la primavera boreal u otoño austral |
|                  | La hoz                      | Semicircular mixta    | Leo (constelación)   | Regulus, Al Jabhah, Algieba, Aldhafera, Rasalas y Ras Elased Australis                               | Constelación zodiacal                               |
|                  | Diadema de la Virgen        | Semicircular          | Virgo (constelación) | Vindemiatrix, Minelava, Porrima, Zaniah, b Virginis y Nu Virginis                                    | Constelación zodiacal                               |
|                  | El mazo de Hércules         | Alineación            | Hércules             | Rukbalgethi shemali, Firculis, Iota Herculis                                                         | Constelación de la primavera boreal u otoño austral |
|                  | La piedra filosofal         | Cuadrilátero          | Hércules             | Sofian, Pi Herculis, Epsilon Herculis y Zeta Herculis                                                | Constelación de la primavera boreal u otoño austral |
|                  | El pesebre                  | Cuadrilátero          | Cangrejo o Cáncer    | Asellus Borealis, Asellus Australis, Eta Cancri y Theta Cancri                                       | Constelación zodiacal.                              |

### El firmamento en el primersolsticio
| Imagen                                     | Nombre                    | Tipo de figura          | Constelación | Principales estrellas                                                                                   | Clase de constelación por visibilidad          |
| ------------------------------------------ | ------------------------- | ----------------------- | ------------ | --- | ---------------------------------------------- |
|                                            | El anzuelo                | Alineación semicircular | Escorpión    | Antares, Alniyat, Wei, Denebakrab, Zeta Scorpii, Eta Scorpii, Sargas, Apollyon, Girtab, Shaula y Lesath | Constelación zodiacal                          |
| La Cruz del Norte (Constelación del Cisne) | Cruz del Norte            | Trapecio                | Cygnus       | Deneb, Albireo, Giennah y Rukh                                                                          | Constelación del verano boreal u otoño austral |
|                                            | La cucharilla de la leche | Mixto (Carro)           | Sagitario    | Polis, Kaus Borealis, Nanto, Ascella, Tau Sagittarii, y Nunki                                           | Constelación zodiacal                          |
|                                            | La cucharilla del te      | Alineación              | Sagitario    | Nunki, Mambrij, Nergal, Albaldah y Cappa                                                                | Constelación zodiacal                          |
|                                            | Tetera                    | Mixto                   | Sagitario    | Kaus Borealis, Kaus Media, Asnasl, Kaus Australis, Ascella, Tau Sagittarii, Nunki y Nanto               | Constelación zodiacal                          |

### El firmamento en el segundoequinoccio
| Imagen | Nombre               | Tipo de figura | Constelación       | Principales estrellas | Clase de constelación por visibilidad             |
| ------ | -------------------- | -------------- | ------------------ | --- | ------------------------------------------------- |
|        | Cabeza de la Ballena | Pentágono      | Ballena            | Menkar I, Menkar II, Al Qafal Jidhmah I, Al Qafal Jidhmah II, Al Qafal Jidhmah III, Al Qafal Jidhmah IV y Al Qafal Jidhmah V | Constelación del otoño boreal o primavera austral |
|        | Cuadrante de Pegaso  | Trapecio       | Andrómeda y Pegaso | Alpheratz (α Andromedae) , Markab (α Pegasi), Scheat (β Pegasi) y Algenib (γ Pegasi)                                         | Constelación del otoño boreal o primavera austral |
|        | Anillo de los peces  | Heptágono      | Los Peces          | Theta Piscium, 7 Piscium, Gamma Piscium, Kappa Piscium, 9 Piscium, Lambda Piscium, TX Piscium y Iota Piscium                 | Constelación del otoño boreal o primavera austral |
|        | Triángulo del norte  | Triángulo      | Triángulo          | Metallah, Deltatron y Gamma Trianguli                                                                                        | Constelación zodiacal                             |
|        | Los tres patriarcas  | Triángulo      | Triángulo austral  | Atria, Betria, Gatria | Constelación circumpolar austral                  |

### El firmamento en el segundosolsticio
| Imagen | Nombre             | Tipo de figura   | Constelación | Principales estrellas                                                                          | Clase de constelación por visibilidad            |
| ------ | ------------------ | ---------------- | ------------ | ---------------------------------------------------------------------------------------------- | ------------------------------------------------ |
|        | Cinturón de Orión  | Alineación       | Orión        | Alnitak, Alnilam y Mintaka                                                                     | Constelación de invierno boreal o verano austral |
|        | Espada de Orión    | Alineación       | Orión        | Trapezium: Theta Orionis, Hatysa, Nebulosa de Orión                                            | Constelación de invierno boreal o verano austral |
|        | Espejo de Venus    | Carro (mixto)    | Orión        | Alnitak, Alnilam, Mintaka, Trapezium: Theta Orionis, Hatysa, Nebulosa de Orión y Saïf Al Jabār | Constelación de invierno boreal o verano austral |
|        | Escudo de Orión    | Alineación curva | Orión        | Pi1 Orionis, Pi2 Orionis, Tabit (Pi3 Orionis), Pi5 Orionis, 5 Orionis y Pi6 Orionis            | Constelación de invierno boreal o verano austral |
|        | Cabeza de Medusa   | Cuadrilátero     | Perseo       | Algol o Gorgonea prima, Gorgonea secunda, Gorgonea tertia y Gorgonea quarta                    | Constelación de invierno boreal o verano austral |
|        | Segmento de Perseo | Alineación       | Perseo       | Mirfak, Delta Persei, Psi Persei, Sigma Persei, Gamma Persei y Miram                           | Constelación de invierno boreal o verano austral |

## Asterismos históricos
|  | Nombre                                  | Tipo de figura       | Constelación              | Principales estrellas | Notas                                                                 |
|  | --------------------------------------- | -------------------- | ------------------------- | --- | --------------------------------------------------------------------- |
|  | Cuadrante mural                         | Poligonal            | Hércules, Boyero y Dragón | CL Draconis, 17 Draconis, DQ Draconis y 42 Herculis | Visibles en la primavera boreal u otoño austral.                      |
|  | Los tres saltos de la gacela            | Alineación           | Osa Mayor                 | Las Alulas (Alula Borealis y Alula Australis), Las Tanias (Tania Borealis y Tania Australis) y Las Talithas (Talitha Borealis y Talitha Australis) | Visibles en la primavera boreal u otoño austral.                      |
|  | Las hienas                              | Cuadrilátero         | Boyero                    | Nekkar (Beta (β) Bootis), Seginus (Gamma (γ) Bootis), Princeps (Delta (δ) Bootis) y Alkalurops (Mu (μ) Bootis) | Visibles en la primavera boreal u otoño austral.                      |
|  | Cabellera de Berenice                   | Agrupación irregular | Cabellera de Berenice     | Diadema de Berenice (Alpha Comae Berenices), Beta Comae Berenices y Gamma Comae Berenices | Visibles en la primavera boreal u otoño austral.                      |
|  | La jarra de agua o Y de Acuario         | Triángulo            | Acuario                   | Sadachbia, Sadaltager, Seat y Hydria | Visibles en la primavera boreal u otoño austral.                      |
|  | Los Avestruces                          | Mixta                | Sagitario o Arquero       | Qaus australis, Alnasl, Sephdar, Xi Sagittarii, Tau Sagittarii, Sigma Sagittarii y Fi Sagittarii | Visible en el verano boreal o invierno austral.                       |
|  | El paso de los avestruces por el río    | Triangular           | Sagitario o Arquero       | Qaus australis, Alnasl y Sephdar | Visible en el verano boreal o invierno austral.                       |
|  | Los avestruces que regresan del río     | Mixta                | Sagitario o Arquero       | Namalsadirah I, Nunki, Namalsadirah II, Namalsadirah III y Namalsadirah IV | Visible en el verano boreal o invierno austral.                       |
|  | El nido de los avestruces               | Ramificación         | Sagitario o Arquero       | Psi Sagittarii, ω Sagittarii, 60 Sagittarii, Nu Sagittarii, Tau Sagittarii y Ascella | Visible en el verano boreal o invierno austral.                       |
|  | El arco                                 | Alineación curva     | Sagitario o Arquero       | Qaus australis, Qaus media y Qaus Borealis | Visible en el verano boreal o invierno austral.                       |
|  | Los pájaros del desierto                | Segmento             | Sagitario o Arquero       | Rukbat y Arkab | Visible en el verano boreal o invierno austral.                       |
|  | La Golondrina                           | Triangular           | Sagitario o Arquero       | Alnasl, Qaus australis y Qaus media | Visible en el verano boreal o invierno austral.                       |
|  | Terebellum                              | Mixto                | Sagitario o Arquero       | ω Sagittarii, 59 Sagittarii, 60 Sagittarii y 62 Sagittarii | Visible en el verano boreal o invierno austral.                       |
|  | Telescopio de Herschel                  | Mixto                | Auriga o Cochero          | Psi1 Aurigae, Psi2 Aurigae, Psi3 Aurigae, Psi4 Aurigae, Psi5 Aurigae, Psi6 Aurigae, Psi7 Aurigae, Psi8 Aurigae, Psi9 Aurigae, Psi10 Aurigae, Psi11 Aurigae, Psi12 Aurigae, Psi13 Aurigae, Psi14 Aurigae, Psi15 Aurigae, 16 Lincis, 42 Aurigae, 43 Aurigae, 63 Aurigae, Delta Aurigae, Xi Aurigae | Visible en el otoño boreal o primavera austral                        |
|  | La tienda persa                         | Alineación           | Auriga o Cochero          | Rho Aurigae, Lambda Aurigae y Mu Aurigae | Visible en el otoño boreal o primavera austral                        |
|  | Toro de Poniatowski                     | Triangular           | Ofiuco o Serpentario      | 66 Ophiuchi, 67 Ophiuchi, 68 Ophiuchi, 70 Ophiuchi y 73 Ophiuchi | Visible en el verano boreal o invierno austral.                       |
|  | El sarcófago de Job                     | Pentágono            | Delphinus                 | Sualocin, Rotanev, Gamma Delphini, Delta Delphini y Zeta Delphini | Visible en el verano boreal o invierno austral.                       |
|  | Mosca boreal                            | Triangular           | Carnero o Aries           | 33 Arietis, 35 Arietis, 39 Arietis y 41 Arietis | Visibles en otoño e invierno boreales o primavera y verano australes. |
|  | El Hamal                                | Triangular           | Carnero o Aries           | Hamal, Sheratan y Mesarthim | Visibles en otoño e invierno boreales o primavera y verano australes. |
|  | Pléyades o Las siete cabritillas        | Carrito (Mixto)      | Toro o Tauro              | Taygeta, Pleione, Merope, Maia, Electra, Celaeno, Atlas, Alcyone, Sterope I y II | Visibles en invierno y primavera boreales o verano y otoño australes. |
|  | Las Híades                              | Triangular           | Toro o Tauro              | Aldebarán, Ain, Theta1 Tauri y Theta2 Tauri (Los ojos de Santa Lucía), Hyadum I y Hyadum II | Visibles en invierno y primavera boreales o verano y otoño australes. |
|  | Las cabritillas del Auriga              | Triangular           | Auriga o Cochero          | Almaaz, Haedus I y Haedus II | Visibles en invierno y primavera boreales o verano y otoño australes. |
|  | Las crías de las cabritillas del Auriga | Triangular           | Auriga o Cochero          | Nu Aurigae, Tau Aurigae y Upsilon Aurigae | Visibles en invierno y primavera boreales o verano y otoño australes. |

## Pequeños asterismos
Son asterismos visibles con ayuda óptica, muchos de ellos son agrupaciones de estrellas relacionadas físicamente
| Imagen | Nombre     | Tipo de figura | Constelación | Principales estrellas                     | Visibilidad                                                      |
| ------ | ---------- | -------------- | ------------ | ----------------------------------------- | ---------------------------------------------------------------- |
|        | Messier 73 | Trapecio       | Acuario      | Estrellas no visibles a simple vista      | Visibles en primavera y verano boreal, otoño e invierno austral. |
|        | La Percha  | Mixto          | Vulpecula    | 4 Vulpeculae, 5 Vulpeculae y 7 Vulpeculae | Visibles en el verano boreal o invierno austral.                 |

## Nuevos asterismos
| Imagen | Nombre              | Tipo de figura              | Constelación            | Principales estrellas | Visibilidad                                                         |
| ------ | ------------------- | --------------------------- | ----------------------- | --- | ------------------------------------------------------------------- |
|        | El filamento de ADN | Alineación mixta en zig-zag | Acuario (constelación)  | c1 Aquarii, c2 Aquarii, 89 Aquarii, b1 Aquarii, b2 Aquarii, b3 Aquarii, i1 Aquarii, i2 Aquarii, i3 Aquarii, 102 Aquarii y 103 Aquarii | Visible en primavera y verano boreales, otoño e invierno australes. |
|        | Pequeño escorpión   | Alineación curva            | Hidra y Balanza o Libra | 4 Librae, m Hydrae, 57 Hydrae y E Hydrae                                                                                              | Visible en el verano boreal o invierno austral.                     |
|        | El pececillo        | Poligonal                   | Cochero                 | 16 Aurigae, 17 Aurigae, 18 Aurigae, 19 Aurigae y IQ Aurigae                                                                           | Visible en el otoño e invierno boreal o primavera y verano austral. |
|        | El perro de David   | Mixta                       | Toro                    | Kappa1 Tauri, Kappa2 Tauri, Upsilon Tauri, Omega Tauri, 51 Tauri, 53 Tauri, 56 Tauri, 72 Tauri, V1141 Tauri y V1142 Tauri             | Visible en el otoño e invierno boreal o primavera y verano austral. |